# Сан-Мартин (департамент, Корриентес)
Департамент Сан-Мартин  (исп. Departamento de San Martin) — департамент в Аргентине в составе провинции Корриентес
Территория — 6385 км². Население — 13140 человек. Плотность населения — 2,10 чел./км².
Административный центр — Ла-Крус.

## География
Департамент расположен на востоке провинции Корриентес.
Департамент граничит:
- на северо-западе — c департаментом Итусайнго
- на северо-востоке — с департаментом Санто-Томе
- на востоке — с департаментом Хенераль-Альвеар
- на юго-востоке — с Бразилией
- на юге — с департаментом Пасо-де-лос-Либрес
- на западе — с департаментом Мерседес

## Административное деление
Департамент включает 4 муниципалитета:
- Ла-Крус
- Колония-Карлос-Пеллегрини
- Гуавирави
- Япейу

## Важнейшие населенные пункты[3]
| № | Населённый пункт          | Населённый пункт (исп.)   | Категория | Население чел. (2010) | На карте                        |
| - | ------------------------- | ------------------------- | --------- | --------------------- | ------------------------------- |
| 1 | Ла-Крус                   | La Cruz                   | город     | 7133                  | 29°10′30″ ю. ш. 56°38′38″ з. д. |
| 2 | Япейу                     | Yapeyú                    | поселок   | 1736                  | 29°28′09″ ю. ш. 56°49′03″ з. д. |
| 3 | Колония-Карлос-Пеллегрини | Colonia Carlos Pellegrini | поселок   | 890                   | 28°32′09″ ю. ш. 57°10′27″ з. д. |
| 4 | Гуавирави                 | Guaviraví                 | поселок   | 699                   | 29°22′03″ ю. ш. 56°49′44″ з. д. |